# Денні Карвахаль
Денні Карвахаль (ісп. Danny Carvajal, нар. 8 січня 1989) — костариканський футболіст, воротар клубу «Ередіано».
Виступав, зокрема, за клуби «Брухас» та «Сан Карлос», а також національну збірну Коста-Рики.

## Клубна кар'єра
У дорослому футболі дебютував 2009 року виступами за команду клубу «Брухас», в якій провів два сезони, взявши участь у 14 матчах чемпіонату.
Своєю грою за цю команду привернув увагу представників тренерського штабу клубу «Сан Карлос», до складу якого приєднався 2011 року. За який відіграв наступні два сезони своєї ігрової кар'єри. Більшість часу, проведеного у складі У складі, був основним голкіпером команди.
До складу клубу «Сапрісса» повернувся 2013 року. Відтоді встиг відіграти за команду з коста-риканської столиці 126 матчі в національному чемпіонаті.
Влітку 2017 року перейшов до іспанської команди «Альбасете». На правах оренди перейшов до японського клубу «Токусіма Вортіс», згодом вже на постійній основі відіграв за інший японський клуб «Рюкю».
З 2024 року виступає в Коста-Риці, спочатку за «Сан Карлос», а з 2025 року захищає кольори команди «Ередіано».

## Виступи за збірну
З 2011 року постійно запрошується до складу національної збірної Коста-Рики, як запасний воротар національної збірної.
У складі збірної був учасником Кубка Америки 2011 року в Аргентині, Золотого кубка КОНКАКАФ 2015 року у США та Канаді, Кубка Америки 2016 року у США.

## Титули і досягнення

### Клубні
«Брухас»
- Чемпіон Коста-Рики (1): 2009

«Сапрісса»
- Чемпіон Коста-Рики (4): 2014 В, 2014 І, 2015 В, 2015 І
- Володар Кубка Коста-Рики (1): 2013